# Comuna Oprișor, Mehedinți
Oprișor este o comună în județul Mehedinți, Oltenia, România, formată din satele Oprișor (reședința) și Prisăceaua.
Se învecinează cu satele Plenița, Drincea, Dirvari.
Relieful este completat de dealuri, câmpie și râul Drincea.
Localitatea dispune și de o biserică. Din punct de vedere cultural, satul are un cămin, sală de petreceri și bibliotecă.

## Demografie
Componența etnică a comunei Oprișor
     Români (91,91%)
     Alte etnii (8,09%)
Componența confesională a comunei Oprișor
     Ortodocși (90,78%)
     Alte religii (1,01%)
     Necunoscută (8,21%)
Conform recensământului efectuat în 2021, populația comunei Oprișor se ridică la 1.681 de locuitori, în scădere față de recensământul anterior din 2011, când fuseseră înregistrați 2.315 locuitori. Majoritatea locuitorilor sunt români (91,91%). Din punct de vedere confesional, majoritatea locuitorilor sunt ortodocși (90,78%), iar pentru 8,21% nu se cunoaște apartenența confesională.

## Politică și administrație
Comuna Oprișor este administrată de un primar și un consiliu local compus din 11 consilieri. Primarul, Ionuț Malinescu[*], de la Partidul Național Liberal, este în funcție din 1 noiembrie 2024. Începând cu alegerile locale din 2024, consiliul local are următoarea componență pe partide politice:
|  | Partid                          | Consilieri | Componența Consiliului | Componența Consiliului | Componența Consiliului | Componența Consiliului | Componența Consiliului |
|  | ------------------------------- | ---------- | ---------------------- | ---------------------- | ---------------------- | ---------------------- | ---------------------- |
|  | Partidul Social Democrat        | 5          |                        |                        |                        |                        |                        |
|  | Partidul Național Liberal       | 4          |                        |                        |                        |                        |                        |
|  | Alianța pentru Unirea Românilor | 1          |                        |                        |                        |                        |                        |
|  | Alianța Dreapta Unită           | 1          |                        |                        |                        |                        |                        |